# Ики-Бухус
Ики-Бухус (калм. Ик Бухс) — посёлок в Малодербетовском районе Калмыкии. Административный центр Ики-Бухусовского сельского муниципального образования.
Население — 559 человек (2010).

## Название
Название производно от названия Ики-Бухусовского аймака. В 1908 году на территории аймака Номто Очировым были записаны первые десять песен эпоса «Джангар» в исполнении джангарчи Ээлян Овла

## История
Дата основания оседлого поселения не установлена. Предположительно оседлый посёлок возник в начале XX века. Первоначально населённый пункт назывался Красное Село. В 1930 году в Красное Село была перевезена Ики-Бухусовская начальная школа. До депортации калмыков (1943 год) в состав Малодербетовского улуса, образованного в 1938 году, входили два отдельных сельсовета: Бага-Бухусовский и Ики-Бухусовский. После депортации территории сельсоветов отошли Сталинградской области. Указом Президиума Верховного совета РСФСР от 10 января 1950 года на базе центральной усадьбы овцеводческого совхоза № 2 был образован Красносельский поссовет на правах сельсовета. Позднее здесь был расположен одноимённый совхоз, разорившийся в 1990-е годы. После восстановления калмыцкой автономии в 1957 году, поскольку посёлки, существовавшие на территории бывших Бага- и Ики-Бухусовских сельсоветов, были разрушены, жители этих поселений возвращались в посёлок Красносельский. С 1959 года Красносельская школа стала семилетней, с 1966 года — средней. Для школы были построены два здания, спортивный зал.
Название Ики-Бухус присвоено в начале 1990-х. В 2007 году посёлок был газифицирован.

## Физико-географическая характеристика
Посёлок расположен на востоке Малодербетовского района в пределах Сарпинской низменности (северо-западная часть Прикаспийской низменности), на высоте 2 м над уровнем моря. Рельеф местности равнинный, слабо-волнистый. С севера естественной границей посёлка служит лиман Хуцин-Толга. С остальных сторон посёлок окружён пастбищными угодьями. В окрестностях посёлка распространены солонцы в комплексе со светлокаштановыми солонцеватыми суглинистыми почвами.
По автомобильной дороге расстояние до столицы Калмыкии города Элиста составляет 240 км, до районного центра села Малые Дербеты — 49 км, до ближайшего города Волгоград Волгоградской области — 140 км, до границы с Астраханской областью — 8 км.
Климат
Согласно классификации климатов Кёппена-Гейгера посёлок находится в зоне континентального климата с относительно холодной зимой и жарким летом (Dfa). Многолетняя норма осадков составляет 331 мм. В течение года осадки выпадают относительно равномерно: наибольшее количество осадков выпадает в июне — 35 мм, наименьшее в апреле — 20 мм. Среднегодовая температура воздуха положительная и составляет 8,9 С, среднесуточная температура июля — 24,8 С, января — −7,1 С.
Часовой пояс
Ики-Бухус, как и вся Республика Калмыкия, находится в часовой зоне МСК (московское время). Смещение применяемого времени относительно UTC составляет +3:00.

## Население
Динамика численности населения
| 1987 |
| ---- |
| 980  |

| 2002 | 2010 |
| ---- | ---- |
| 519  | ↗559 |

Национальный состав
Согласно результатам переписи 2002 года большинство населения посёлка составляли калмыки (91 %)

## Социальная инфраструктура
В посёлке имеется несколько магазинов, библиотека, детский сад. Медицинское обслуживание жителей посёлка обеспечивают фельдшерско-акушерский пункт и Малодербетовская центральная районная больница. Ближайшее отделение скорой медицинской помощи расположено в Малых Дербетах. Среднее образование жители посёлка получают в Ики-Бухусовской средней общеобразовательной школе.
Посёлок газифицирован. Центральное водоснабжение отсутствует, потребность в пресной воде обеспечивается индивидуально, путём доставки воды к каждому домовладению. Водоотведение осуществляется за счёт использования выгребных ям.
Для захоронения умерших, как правило, используются местное кладбище.

## Достопримечательности
- Дом-музей джангарчи Ээлян Овла[16]

## Известные жители и уроженцы
- Джангарчи Ээлян Овла
- Профессор, доктор педагогических наук, академик Российской академии образования Эрдниев, Пюрвя Мучкаевич.